# Исингельды
Исингельды — упразднённый аул в Павлоградском районе Омской области. На момент упразднения входил в состав Назаровского сельского поселения. Исключен из учётных данных в 1974 г.

## География
Располагался в южной части Западно-Сибирской равнины, в южной части Омской области, в северной части Павлоградского района, в 3,5 км к западу от деревни Бердовка.
Местность относительно плоская, с преобладающими абсолютными отметками 110—120 м.

## История
Основан в 1712 году. 
В 1928 году состоял из 30 хозяйств. В административном отношении являлся центром 8-го аульного сельсовета Павлоградского района Омского округа Сибирского края. 
В 1974 году решением № 1 Омского облисполкома аул Исингельды был исключена из учётных данных.

## Население
По переписи 1926 г. в ауле проживало 159 человек, в том числе 85 мужчин и 74 женщины. Основное население — казахи.